# 維利耶·德·利爾-亞當
奧古斯特·維利耶·德·利爾-亞當（法語：Auguste Villiers de l'Isle-Adam，1838年11月7日—1889年8月19日），19世纪法國象徵主義作家、詩人和劇作家。其作品常具神秘與恐怖元素，並有浪漫主義風格，著有小說《未來的夏娃》等書。「Android」（機器人）一詞即出自該小說。

## 生平
1838年11月7日，奧古斯特·維利耶·德·利爾-亞當出生於法國布列塔尼圣布里厄的一個貴族家庭，是約瑟夫·圖桑·夏爾（Joseph-Toussaint-Charles）侯爵的獨子。其祖先菲利普曾在16世紀擔任馬耳他騎士團的大團長，父親對當地小鎮坎坦埋藏有大革命期間失落的騎士團財寶的傳言深信不疑，高價購置土地尋找，一無所獲之後再賠本賣出，如此往復。
1855年，侯爵最終變賣房產，舉家遷往巴黎。年輕的奧古斯特·維利耶成為藝術家雲集的咖啡館的常客，並憑藉貴族身份，流連於數所沙龍。
1859年，維利耶出版處女作，隨即成為一名記者。同年，他在里昂自費出版詩集。1862年，又自費出版小說《伊西斯》。
1863年，他开始和名声不佳的交际花路易丝·迪昂内交往，家族以此为耻，强迫其前往索莱姆修道院小住。1864年，二人分手，維利耶結識福樓拜和马拉梅。
1869年，維利耶和门德斯夫妇前往瑞士和德国旅行。此行以参观慕尼黑的美术博览会为名，但主要目的是观赏德意志音乐家、歌剧作家瓦格纳的剧作。去程和归途，他们都造访瓦格纳在瑞士琉森的家并小住数日。維利耶的剧作《反抗》（La Révolte）得到瓦格纳的赞赏。1870年，維利耶再次动身瓦格纳，但因普法战争爆发而提前回国，并在国民卫队任职。不久，法军战败，巴黎被德军围困，巴黎市民成立巴黎公社。維利耶为社员的爱国主义精神感动，以马里乌斯（Marius）为笔名为公社报纸投稿，但其热情很快被革命期间的暴力打消。年底，一直资助他的姨母去世，維利耶陷入贫困。
1881年，維利耶競選議員失敗。1889年因胃癌去世。葬於巴黎東郊的拉雪茲公墓。

## 作品

### 小說
- 《伊西斯》（Isis， 1862年）
- 《殘酷物語》（Contes cruels， 1883年），短篇小說集
- 《未來的夏娃》（L'Ève future， 1886年）
  - 中译本：李颦儿译，北京理工大学出版社，2013年，ISBN：9787564069971
- 《至上的爱》（L'Amour suprême），1886年，短篇小说集
  - 汉译本：林凡译，深圳出版社，2024年，ISBN：9787550740501

- 《特里布拉·博诺梅》（Tribulat Bonhomet， 1887年），短篇小說集

### 劇作
- 《摩尔加纳》（Morgane， 1860年）
- 《艾克賽爾》（Axël， 1890年）

## 外部連結
- Auguste Villiers de L'Isle-Adam的作品  - 古騰堡計劃
- 互联网档案馆中維利耶·德·利爾-亞當的作品或与之相关的作品
- 來自維利耶·德·利爾-亞當的LibriVox公共領域有聲讀物
- Black Coat Press （页面存档备份，存于）, publisher of American translations of Villiers de l'Isle-Adam.